# Martiri di Nowogródek
Le martiri di Nowogródek, ovvero le beate Maria Stella del Santissimo Sacramento Mardosewicz e dieci compagne della Congregazione delle Suore della Sacra Famiglia di Nazareth, vergini e martiri, sono un gruppo di undici religiose della congregazione delle Suore della Sacra Famiglia di Nazareth uccise dalla Gestapo il 1º agosto 1943 nei pressi di Navahrudak (in Bielorussia, un tempo Nowogródek, in Polonia). Le suore furono beatificate da papa Giovanni Paolo II nel 2000.

## Biografia

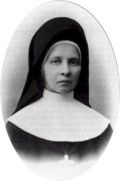
Adela Mardosewicz, in religione sorella Maria Stella, la capofila delle martiri

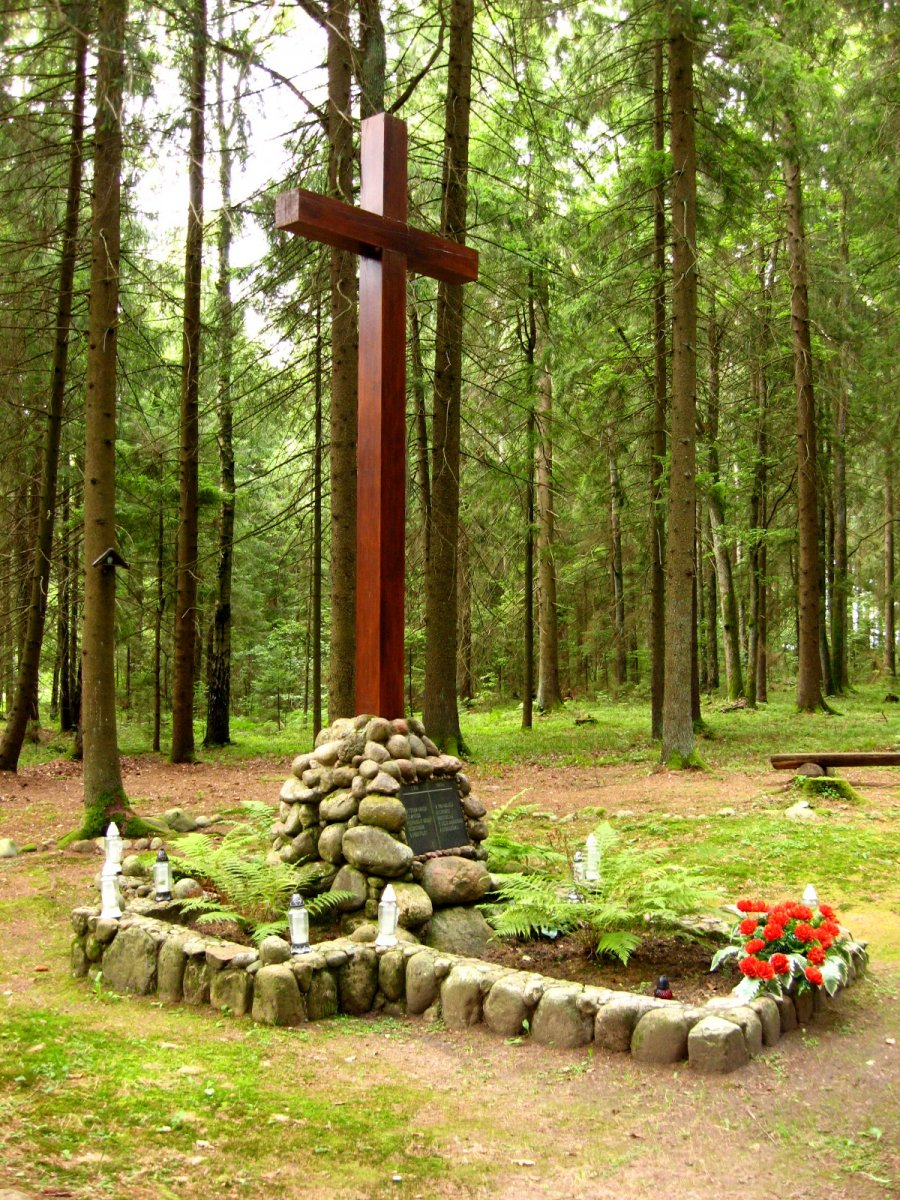
Memoriale sul luogo del martirio

Le Suore della Sacra Famiglia di Nazareth giunsero a Nowogródek nel 1929, su richiesta del vescovo Zygmunt Lozinski; ben presto esse divennero parte integrante della vita comunitaria della città, occupandosi dell'educazione dei bambini e della chiesa locale e sostenendo la popolazione durante la guerra.
Durante la campagna di Polonia della seconda guerra mondiale, le forze naziste cominciarono a perseguitare e sterminare prima gli ebrei, quindi anche altre persone giudicate pericolose, fra cui i religiosi, fino ad arrivare al massacro indiscriminato di 60 persone. Situazione simile occorse anche il 18 luglio 1943, quando più di 120 persone vennero arrestate e destinate alla morte: in tale occasione le sorelle espressero il desiderio unanime di offrire la loro vita in cambio di quella delle persone imprigionate.
La superiora, sorella Maria Stella, a nome della comunità, condivise la decisione con padre Zienkiewicz, il cappellano, dicendo "Mio Dio, se il sacrificio della vita è necessaria, accettalo da noi e risparmia quelli che hanno famiglia. Preghiamo in continuazione per questo". Quasi immediatamente, i piani per i prigionieri vennero cambiati, ed essi vennero spediti in campi di lavoro in Germania o rilasciati; le sorelle rinnovarono la loro offerta quando anche la vita di padre Zienkiewicz fu minacciata, dicendo "Vi è un maggiore bisogno di un sacerdote su questa terra, che di noi. Preghiamo Dio che prenda noi al suo posto, se il sacrificio è necessario".

### Martirio
Il 31 luglio 1943, undici delle suore vennero convocate in commissariato; vi si recarono da sole, confidando nel fatto che, non avendo fatto male a nessuno, sarebbero al massimo state mandate ai lavori forzati. Vennero invece imprigionate dai membri della Gestapo, e trasportate a 3 km di distanza per essere uccise; tuttavia la presenza di contadini nei campi ostacolò il piano dei militari, che le riportarono al commissariato e le rinchiusero in cantina. Trascorsa la notte in preghiera, le suore vennero portate il giorno seguente nella foresta, a 5 km dai confini dalla città, dove furono fucilate; secondo alcuni acconti, i militari uccisero anche un giovane che si trovò suo malgrado testimone del fatto.
Poco tempo dopo sorella Maria Małgorzata Banas, unica superstite della comunità, riuscì a localizzare il luogo del martirio; ella rimase la guardiana della loro tomba comune (e della Chiesa della Trasfigurazione, dove sono sepolte) fino alla sua morte (il 26 aprile 1966).
Le martiri sono state dichiarate venerabili il 18 giugno 1999 da papa Giovanni Paolo II, che le ha poi beatificate il 5 marzo 2000, fissando la memoria liturgica al 4 settembre; il Martirologio Romano le colloca invece al 1º agosto.

### Nomi
- Maria Stella del Santissimo Sacramento, al secolo Adela Mardosewicz, nata il 14 dicembre 1888 a Kachanoviche;
- Maria Imelda di Gesù Ostia, al secolo Jadwiga Karolina Żak, nata il 27 dicembre 1892 a Oświęcim;
- Maria Raimonda di Gesù e Maria, al secolo Anna Kokołowicz, nata il 24 agosto 1892 a Barvanishki;
- Maria Daniela di Gesù e Maria Immacolata, al secolo Eleonora Aniela Jóźwik, nata il 25 gennaio 1895 a Poizdów;
- Maria Canuta di Gesù nell'Orto del Getsemani, al secolo Józefa Chrobot, nata il 22 maggio 1896 a Raczyn;
- Maria Sergia dell'Addolorata, al secolo Julia Rapiej, nata il 18 agosto 1900 a Rogożyna;
- Maria Guida della Divina Misericordia, al secolo Helena Cierpka, nata l'11 aprile 1900 a Granowiec;
- Maria Felicita, al secolo Paulina Borowik, nata il 30 agosto 1905 a Rudno;
- Maria Eliodora, al secolo Leokadia Matuszewska, nata l'8 febbraio 1906 a Stará Huta;
- Maria Canisia, al secolo Eugenia Mackiewicz, nata il 27 settembre 1900 a Suwałki;
- Maria Borromea, al secolo Weronika Narmontowicz, nata il 18 dicembre 1916 a Vercjaliski.